# Orlovibairdia angulata
Orlovibairdia angulata är en kräftdjursart som först beskrevs av Brady 1870.  Orlovibairdia angulata ingår i släktet Orlovibairdia och familjen Bythocyprididae. Inga underarter finns listade i Catalogue of Life.